# Tinantia
Tinantia là một chi thực vật có hoa trong họ Commelinaceae.